# Sonderverband Graukopf
Der Sonderverband Graukopf war ein auf Initiative russischer Exilanten von der deutschen Wehrmacht eigens gebildeter Versuchsverband aus kollaborationswilligen Russen, der die Zersetzung der Roten Armee und Insurgierungsaufgaben hinter der Front durchführen sollte. Dieser irregulär kämpfende Verband wurde auch Russische Nationale Volksarmee RNNA (russ. Русская национальная народная армия; nicht zu verwechseln mit der Einheit, die 1945 in 1. Russischen Nationalarmee umbenannt wurde) oder Versuchverband Mitte genannt.

## Entstehung des Verbands
Der Sonderverband war im März 1942 auf Anregung russischer Exilanten von Abwehr II und der Heeresgruppe Mitte gebildet worden und in Osintorf (Region Witebsk, Weißrussland) stationiert. Die erste Führungsriege bestand aus den Berliner Exilrussen Sergej N. Iwanow (* 1900 in St. Petersburg; Verbleib unbekannt), Igor K. Sacharow (* 1912 in Saratow; † 1977 in Australien), der im Spanischen Bürgerkrieg als Söldner und deutscher Agent auf Seiten der antikommunistischen und faschistischen Falangisten gekämpft hatte, die den Putsch des General Franco unterstützten, und dem zaristischen Regimentskommandeur Konstantin G. Kromiadi (* 1893 in Kars (Russisches Kaiserreich); † 1990). Namensgeber des Unternehmens war der Bürgerkriegsveteran Iwanow, der wegen seiner ergrauten Haare auffiel. Der Deckname Iwanows lautete Graukopf und Hans Bergdorf, Kromiadis Deckname lautete Sanin, der Sacharows Levin. Zu den Beteiligten gehörten auch verschiedene Angehörige des russischen Hochadels, so die Pariser Exilanten Graf Grigorij Lamsdorf und Graf Sergej von der Pahlen. Weitere Offiziere und Mannschaften wurden aus Kriegsgefangenenlagern der Heeresgruppe Mitte angeworben und durch Überläufer ergänzt. Das dem OKW unterbreitete Vorhaben der russischen Emigranten war ursprünglich, mit dem Verband Moskau zu infiltrieren, um Stalin und die dortigen sowjetischen Machthaber zu stürzen und der deutschen Wehrmacht den Einmarsch in die Stadt zu ermöglichen. Nach Genehmigung durch Rudolf-Christoph von Gersdorff und Feldmarschall Günther von Kluge von der Heeresgruppe Mitte war der Verband dem Abwehrkommando 203 in Smolensk (Werner Götting-Seeburg, dann Wilhelm Hotzel) unterstellt. Etwa 20 deutsche Angehörige der Abwehr II waren als Verbindungskommando in Osintorf stationiert.

### Unternehmen Graukopf
Der erste Einsatz des Verbandes, über den auch am meisten bekannt ist, war eine Kommando-Aktion, bei der am 23. Mai 1942 350 russische Diversanten im Gebiet der Heeresgruppe Mitte unter großen eigenen Verlusten hinter die Linien eingekesselter sowjetischer Truppen und Partisanen gelangten, um während des zur „Bandenbekämpfung“ durchgeführten Unternehmens Hannover den Stab des Generals Pawel A. Below auszuheben, dessen Kommunikationsapparat an sich zu reißen und antisowjetische Propaganda und falsche Befehle unter den eingekesselten Truppen zu verbreiten, was misslang. Es wurden jedoch 500 sowjetische Soldaten entwaffnet und große Verwirrung im gegnerischen Hinterland gestiftet. Dabei kam es zu lebhaften Kämpfen mit beiderseitigen starken Verlusten, sodass nur wenig mehr als 100 Mann zu den deutschen Linien zurückkehrten. Ob während der Kampfhandlungen Mitglieder des Sonderverbands zu den sowjetischen Streitkräften überliefen, ist unbekannt, kann aber nicht mit Sicherheit ausgeschlossen werden. Zu den Aktivitäten des Verbands Graukopf gehörten noch weitere Kommandoeinsätze, Feindaufklärung durch Spähtrupps, gegen Rotarmisten und Partisanen gerichtete Propaganda zur Überläufergewinnung, Umerziehung von Rotarmisten und militärische Ausbildung, Bereitstellung von Agenten und Experimente mit Frontinfiltration. Die russischen Kollaborateure erhielten eine Enklave bei Schklou zur Selbstverwaltung. Soldaten des Verbands Graukopf wurden zu Sicherungsaufgaben herangezogen und halfen beim Durchkämmen von Waldgebieten und Aufspüren von Partisanen. Zur Stimmungsverbesserung in der Bevölkerung halfen sie beim Einbringen der Ernte und verteilten Hilfsmittel aus Sammlungen der russischen Emigranten.

## Ausrüstung und Stärke
Die Männer waren durch sowjetische Uniformen getarnt. Der Verband Graukopf erreichte im November 1942 eine Stärke von 3000 Mann, verfügte über einen eigenen Stab und Nachrichtendienst. Zur Ausrüstung gehörten Spähwagen, Granatwerfer, Geschütze, 45-mm-Panzerabwehrkanonen und schwere Maxim-Maschinengewehre. Nach anderen Angaben soll der Verband eine Stärke von 7000 bis 8000 Mann erreicht haben.

## Ende des Verbands
Die als unzuverlässig angesehenen Emigranten wurden im Herbst des Jahres 1942 aus dem Verband entfernt und durch kriegsgefangene Sowjetkader ausgetauscht. Am Ende des Jahres 1942 wurde das Unternehmen Graukopf abgebrochen und auch die letzten russischen Kommandanten Wladimir Bojarskij, Georgi N. Schilenkow und Rudolf Riehl abgesetzt. Die aus dem Verband hervorgegangenen regulären Ost-Bataillone 633 bis 637 wurden zur Partisanenbekämpfung eingesetzt und im Herbst 1943 überwiegend nach Frankreich verlegt.
Viele vormalige Angehörige der RNNA kamen 1944 zur Russischen Befreiungsarmee ROA des Generals Andrej Wlassow, wie etwa die Gründer  Iwanow, Sacharow und Kromiadi und Bojarskij, Schilenkow, Riehl und Graf Lamsdorf. Kromiadi war zuletzt Leiter der Kanzlei von Wlassow.
Soweit sie sich nach der Invasion in der Normandie ergeben hatten, wurden die Mannschaften an die Sowjetunion ausgeliefert. Die Emigranten konnten vielfach der Gefangennahme durch die Sowjets entgehen, da sie gemäß dem Abkommen von Jalta nicht als Sowjetbürger galten und daher von den westlichen Alliierten nicht ausgeliefert werden mussten.